# 馬菲·菲臘斯
馬菲·"馬特"·菲臘斯（英語：Matthew "Matt" Phillips，1991年3月13日—）英格蘭出生但代表蘇格蘭職業足球員，司職翼鋒，現效力英冠球會西布罗姆维奇。菲臘斯出身韋甘比，他亦曾代表英格蘭U19及英格蘭U20。

## 生平

### 球會
韋甘比
菲臘斯出生於白金漢郡艾爾斯伯里，8歲參加五人足球賽時已被韋甘比看中邀請加盟。
他在17歲生日後一個月，於2008年4月26日首次代表球會上陣，在2007/08年球季尾二場對諾士郡時在82分鐘後備入替，球隊終以0-1不敵對手。
一星期後，他獲得首個正選上陣機會，該仗球隊在主場以2-1擊敗巴拉福特。他在5月11日，於升班附加賽準決賽首回合主場再獲得後備上陣的機會，但球隊只能1-1賽和史托港。
2008年7月，菲臘斯簽下他首張職業合約，亦是他離開青年隊獎學金球員的前一年。同年11月11日，他在球隊作客擊敗AFC溫布頓4-1一仗，為「櫈仔幫」取得首個入球，該仗為2008/09年球季英格蘭足總盃首圈賽事。12月6日他在球隊作客3-2擊敗艾迪索特一戰，取得首個聯賽入球。
菲臘斯是2008/09年球季「櫈仔幫」取得聯賽季軍直接升班甲組的功臣之一。在該季，他成為球隊的常規正選翼鋒，經常挑戰對方後衛及扣進大位攻門。他在季尾贏得球會「年度最佳青年球員」獎和英乙「年度最佳學徒球員」榮譽。
菲臘斯在2009/10年球季獲分配18號球衣，他在兩翼位置延續去季出色的表現。他在各項賽事為韋甘比上陣87場並取得9個入球。
黑池
菲臘斯在2010年8月31日轉會加盟英超升班馬黑池，轉會費初步為32.5萬英鎊，可逐步增加至70萬英鎊。在9月3日為拉脫維亞球會（FK Jelgava）的新球場森基利奧森匹克中心（Zemgele Olympic Centre）舉行的開幕表演賽中首度穿上黑池球衣。領隊伊恩·荷路威其後表示早已跟進菲臘斯一段長時間。他表示：『馬迪（菲臘斯）這小子屢次交出精彩表現。他每次落場便如入無人之境。我會協助他適應新環境和融入球隊。他的加盟絕對可以立即幫助球隊，而非將來。我非常期待他會為我們取得好成績。』
在9月15日主場布隆菲尔德路球场對西布朗的2010/11年球季預備組聯賽，他為球隊取得首個入球，助球隊以1-1逼和對手。
他在9月25日對布力般一戰首度亮相英超聯賽，在84分鐘後備入替後不久便立即有所貢獻，首度觸球便使出他的絕招－－擺脫敵衛後扣過大位破網，惜球隊仍以1-2落敗。賽後領隊荷路威對菲臘斯讚不絕口，指出：『他雖只得19歲，但我已經非常看好他。他能勝任多個位置。我對這小子抱有很大期望，因為他有能力在高水平賽事交出悅目表現。』處子戰便取得入球，菲臘斯表示：『我從小已經夢想在英超聯賽踢球，因此踢英超是一回事，但能在這舞台上留下記號才是最重要的，因此我感到非常開心。』其後球隊作客阿士東維拉時，他獲得正選上陣機會，其出色表現再次獲得領隊荷路威讚賞，指他「無人可守」。
黑池降班返回英冠後菲臘斯不獲重用，於2011年10月14日被外借到英甲的錫菲聯，為期1個月，兩天後於鋼鐵之城德比首次披甲，期間表現出色，上陣7場射入6球。
踏入2012年菲臘斯表現更進一步，9場比賽射入7球，協助黑池取得10場不敗及與自動升班席位相差僅兩位及4分，獲選聯賽1月最佳青年球員。
女王公园巡游者
2013年8月23日，英冠女王公园巡游者從黑池簽入菲臘斯，轉會費金額沒有透露，合約為期四年。
西布朗
2016年7月6日，菲利普斯加盟英超球队西布朗，签约4年。

### 國家隊
2010年5月，菲臘斯獲召進2010年歐洲U-19國家盃英格蘭U19大軍複賽名單，同組包括愛爾蘭和波斯尼亞等。5月25日對烏克蘭一戰先居後備。在5月26日對愛爾蘭一戰首次上陣，在76分鐘入替積及·梅利斯（Jacob Mellis）。2日後對波斯尼亞一戰，他正選上陣，並取得首個國際賽入球。
2010年7月，菲臘斯入選2010年歐洲U-19國家盃決賽週英格蘭的18人名單。對法國一戰他在賽事末段為球隊扳平，助球隊晉級準決賽。

## 榮譽
韋甘比
- 英格蘭足球乙級聯賽季軍：2008/09年；

## 外部連結
- 足球数据库：馬菲·菲臘斯的球员统计数据
- 黑池官網馬菲菲臘斯資料
- 馬菲菲臘斯官網
- ESPN 資料 Archive.today的存檔，存档日期2013-01-03